# Giovanni Bottesini
Giovanni Bottesini (Crema, Lombardía, 22 de diciembre de 1821 - Parma, 7 de julio de 1889) fue un compositor italiano y uno de los primeros contrabajistas virtuosos de la época. Tocaba con un contrabajo de 3 cuerdas afinadas un tono arriba (afinación solista).

## Biografía
Nacido en Crema, Lombardía, sus primeras nociones de música fueron a muy temprana edad, a cargo de su padre, clarinetista y compositor consumado. Antes de los once años ya había estado tocando los timbales en el Teatro Sociale de Crema.
Estudió violín con Carlo Cogliati y es muy probable que hubiera tenido una fructífera carrera con violinista a no ser por un giro inesperado. Su padre buscó una plaza para él en el Conservatorio de Milán, pero solo había dos vacantes: fagot y contrabajo, pero debido al bajo nivel económico de la familia no se podían permitir pagarle la matrícula y solo podría estudiar si conseguía una beca. En cuestión de semanas preparó una excelente audición para la beca de contrabajo donde tuvo un gran éxito. Durante su tiempo de formación en el conservatorio de Milán estudió bajo la supervisión de Luigi Felice Rossi, a quien dedicó sus Tre grandi duetti per contrabasso. Solo cuatro años después, en un tiempo relativamente corto para la época, obtuvo un premio de trescientos francos. Con este dinero financió la adquisición de un contrabajo de Carlo Antonio Testore en 1838, y se embarcó en una carrera por todo el mundo como «el Paganini del contrabajo».
Como virtuoso del contrabajo de tres cuerdas fue altamente cotizado a ambos lados del Atlántico. Desde su primer viaje a La Habana desde su Crema natal en el norte de Italia, Bottesini viajó extensamente durante toda su vida, siendo recibido con entusiasmo en cualquier lugar, incluyendo las cortes de la Reina Victoria, el Zar Alejandro II de Rusia o Napoleón III. Hizo su primera visita a los Estados Unidos en 1847 a Gran Bretaña en 1848 y debutó en Londres en 1849.
Metafóricamente, igual que su contrabajo, Bottesini tenía “tres cuerdas” en su vida: como virtuoso del contrabajo, pero también como director y como compositor. Su actuación más espectacular como director sin duda fue el estreno de Aida en El Cairo (1871), bajo la recomendación del mismo Verdi. Además también ocupó el importante cargo de Director Musical y Director en la Covent Garden de Londres y en la Ópera Italiana de París. 
Al dejar Milán, pasó algún tiempo en los Estados Unidos, y ocupó una posición de primer contrabajo de la Ópera Italiana, en La Habana, de la cual años más tarde se haría su director. Su primera ópera Cristobal Colón, fue producida en 1847. 
En 1849 hizo su primera aparición en Inglaterra, interpretando el contrabajo en uno de los conciertos de la Unión Musical. Luego, realizó frecuentes visitas a Inglaterra, y su extraordinario dominio de este instrumento, le otorgaron popularidad en Londres y las provincias.
Aparte de sus triunfos como intérprete, Bottesini fue director de reputación europea, y ganó algunos éxitos como compositor, aunque su trabajo no tenía suficiente individualidad para sobrevivir los cambios en el gusto de la época. El 15 de septiembre de 1854 dirigió el estreno del Himno Nacional Mexicano, en el Teatro Santa Anna de la Ciudad de México, interpretado por la soprano Claudina Fiorentini y el tenor Lorenzo Salvi.
Fue director en el Théâtre des Italiens en París desde 1855 a 1857, donde produjo su segunda ópera: L'Assedio di Firenze, en 1856. En 1861 y 1862 fue director en Palermo, mientras supervisaba la producción de su nueva ópera Marion Delorme, y en 1862 y 1863 se trasladó a Barcelona. Durante estos años, dio repetidas giras por los principales países de Europa.
Dirigiendo ópera, Bottesini llevaba frecuentemente al escenario su contrabajo durante la pausa, para tocar fantasías sobre la ópera de la tarde. Sus Fantasías sobre Lucia di Lammermoor, I Puritani y Beatrice di Tenda son aún populares entre quienes aprecian el instrumento.
Bottesini escribió tres óperas aparte de las ya mencionadas: Il Diavolo della Notte (Milán, 1859); Vinciguerra (París, 1870); Alì Babà (Londres 1870) y Ero e Leandro (Turín, 1880), esta última toma su nombre de un libreto de Arrigo Boito, el cual fue posteriormente hecho por Luigi Mancielli. También escribió “El jardín de Olivet”, un oratorio producido en el Festival de Norwich en 1887; Cuarteto de once cuerdas, Quinteto para cuarteto de cuerdas y contrabajo, y muchas obras para ese instrumento, entre ellas dos Conciertos para contrabajo como instrumento principal, Gran Dúo Concertante para violín y contrabajo, Passione Amorosa”, para dos contrabajos y numerosas piezas para contrabajo y piano.
Bottesini como compositor no pretendió modestamente llegar a los altos niveles de contemporáneos suyos como Verdi, Boito y Ponchielli  pero, en su instrumento favorito, el contrabajo, obtuvo una facilidad maravillosa,  por no decir la agilidad, en la ejecución de los pasajes más difíciles, teniendo en cuenta la complejidad del instrumento. La gracia, la elegancia y la delicadeza de su interpretación y el método, dio prueba de un arte más que consumado y un talento inigualable.
Un año antes de su muerte, Bottesini fue nombrado Director del Conservatorio de Parma bajo la recomendación de Verdi. El 7 de julio de 1889, murió en Parma, a los sesenta y siete años, siendo considerado uno de los mayores virtuosos del contrabajo de la historia.

## Repertorio
Algunas de las óperas que compuso:
- Alì Baba.
- Ero e Leandro.
- Cristoforo Colombo.
- Il diavolo della notte.

Entre sus obras más importantes para contrabajo están:
- Gran Dúo Concertante.
- Concierto nº2 para contrabajo y orquesta.
- Tarantella.
- Elegía nº1 en Re.
- Rêverie.